# 카일 노턴
카일 노턴(영어: Kyle Naughton, 1988년 11월 17일 ~ )은 잉글랜드의 축구 선수로, 현재 프리미어리그의 스완지 시티에서 뛰고 있다.

## 수상 경력

### 개인
- PFA 챔피언십 올해의 팀: 2008-09, 2010-11
- 셰필드 유나이티드 올해의 유망주: 2008-09
- 레스터 시티 올해의 유망주: 2010-11